# زولت سيلاجي (سياسي)
زولت سيلاجي هو سياسي روماني، ولد في 29 يوليو 1968 في أوراديا في رومانيا. نشط حزبياً في Hungarian People's Party of Transylvania ‏. وقد انتخب عضو مجلس النواب في رومانيا ‏.